# Каммингс, Эрин
Эрин Линн Каммингс(англ. Erin Lynn Cummings, род. 19 июля 1977) — американская актриса, известная по ролям в телесериалах «Спартак: Кровь и песок» и «Детройт 1-8-7».

## Биография
Эрин Каммингс родилась в Хантсвилле, штат Техас, и начала свою карьеру с небольших ролей в телесериалах «Звёздный путь: Энтерпрайз» и «Зачарованные». В 2010 году она снялась в сериале «Спартак: Кровь и песок». Затем она была частью актёрского ансамбля недолго просуществовавшего сериала «Детройт 1-8-7» в 2010—2011 годах, а в 2012 году получила постоянную роль в ещё одном недолговечном сериале «Сделано в Джерси».
В 2015 году Каммингс исполнила одну из главных ролей в сериале ABC «Клуб жён астронавтов».
Со 2 июля 2016 года Каммингс замужем за актёром Томом Дегнаном.
9 сентября 2016 года, всего через два месяца после того, как она вышла замуж за Дегнана, Каммингс объявила, что ей был поставлен диагноз инвазивная протоковая карцинома, агрессивная форма рака молочной железы, и что она уже начала лечение в UCLA. В то время как она боролась с раком, её муж столкнулся с собственными проблемами со здоровьем, проходя химиотерапию по поводу злокачественных новообразований в крови.